# Collage (zespół muzyczny)
Collage – polski zespół rockowy, czołowy przedstawiciel współczesnego rocka progresywnego w Polsce, założony w Warszawie w latach 1984–85 przez gitarzystę Mirosława Gila i perkusistę Wojciecha Szadkowskiego.

## Historia

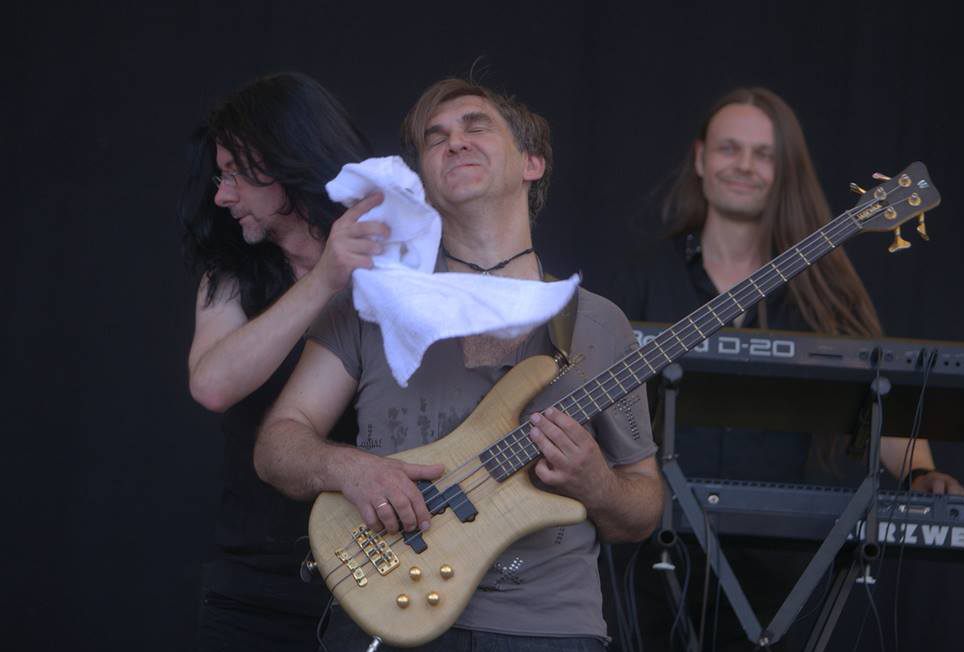
Koncert Collage podczas Night of the Prog 2014: Wojciech Szadkowski, Piotr „Mintay” Witkowski, Krzysztof Palczewski

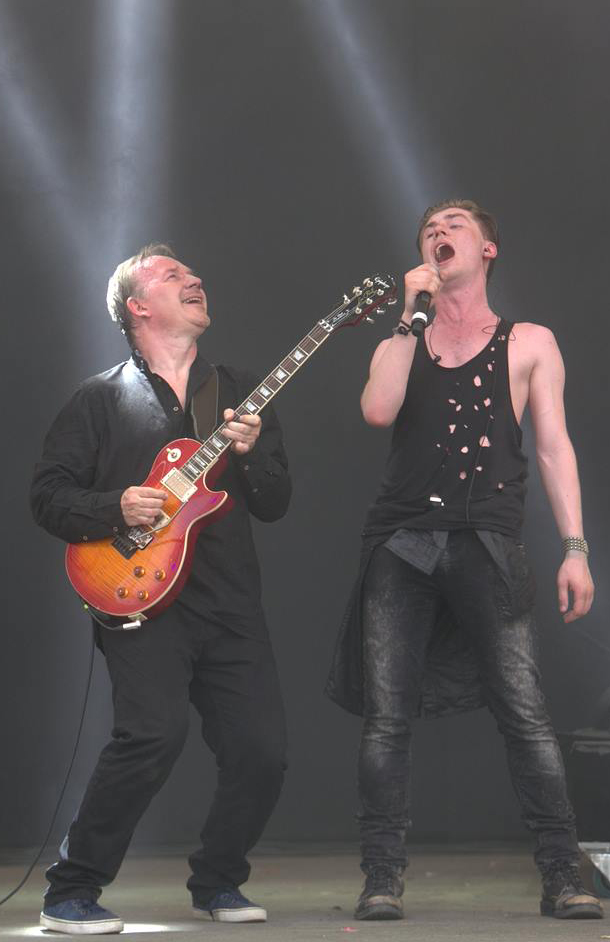
Collage podczas Night of the Prog 2014: Mirek Gil, Karol Wróblewski

Zespół powstał w 1984 i przez kilka pierwszych lat zdołał nagrać kilka utworów demo (wydanych później na płycie Zmiany/Changes) z różnymi wokalistami, m.in. Jarosławem Wajkiem, Jarosławem Majką. Ostatecznie wokalistą zespołu został Tomasz Różycki.
Pierwszy album zespołu pt. Baśnie ukazał się pod koniec 1990. Album ten zawierał muzykę utrzymaną w stylu neoprogresywnym, o klimacie uznawanym za zbliżony do wczesnego Genesis i zyskał bardzo dobre recenzje, a w 1992 r. ukazał się nakładem włoskiej wytwórni Vinyl Magic. Płyta w całości śpiewana była po polsku. W 1990 grupę opuścił Różycki zastąpiony na stanowisku wokalisty przez Zbigniewa Bieniaka, z którym zespół zagrał wyjątkowo udany (według słów muzyków) koncert na festiwalu Jarocinie. W podsumowaniu roku 1991 czytelnicy pisma Tylko Rock uznali Collage siódmą najlepszą polską grupą roku.
W 1992 nastąpiła kolejna zmiana w składzie – wokalistą został Robert Amirian. Zespół z Amirianem w składzie nagrał płytę Nine Songs of John Lennon z własnymi aranżacjami wybranych utworów Johna Lennona. Materiał na tę płytę był przygotowany jeszcze ze Zbigniewem Bieniakiem, ale po koncercie inauguracyjnym, ostatecznie wokalista opuścił zespół. Pojawił się jednak gościnnie na płycie, śpiewając w dwóch utworach, Give Peace a Chance, oraz Power to the People.  W 1994 dla holenderskiej wytwórni SI Music nagrano album pt. Moonshine. W 1995 r. album ten dzięki firmie Roadrunner Records trafił na rynki całego świata, w tym do Japonii i Korei, gdzie również w niedługim czasie wznowiono Nine Songs of John Lennon, a pozostałe albumy znalazły się w dystrybucji japońskiej firmy Marquee.
Płyta Moonshine odniosła ogromny sukces artystyczny i do dziś uważana jest za jedną z najważniejszych płyt lat 90. tego gatunku. Według czytelników pisma Tylko Rock znalazła się na 6. miejscu najlepszych płyt rockowych w Polsce, a według tego samego pisma w podsumowaniu dekady 1991–2001 uznana została za jedną z pięciu najlepszych płyt polskich roku 1995.
W latach 1994–1995 zespół dwukrotnie towarzyszył Fishowi podczas koncertów w Poznaniu, Wrocławiu, Zabrzu i Warszawie. W 1995 r. ukazała się płyta Changes, a pod koniec tego samego roku Safe. Collage wielokrotnie koncertował za granicą, między innymi w Związku Radzieckim, w Szwecji, Niemczech i Holandii.
W 1996 roku zawiesił działalność, a muzycy w tym czasie współpracowali z innymi wykonawcami, między innymi z Anitą Lipnicką, a także ukazały się płyty solowe członków zespołu. Jesienią 2002 r. Collage wznowił na krótko działalność na jeden koncert pamięci Tomka Beksińskiego. W 2003 roku zespół definitywnie zakończył działalność. W roku 2004 ukazał się koncertowy DVD pt. Living In The Moonlight.
Po rozpadzie Collage muzycy zespołu utworzyli dwie nowe grupy: Believe (Gil, Różycki, Zawadzki, później doszedł Wróblewski) i Satellite (Szadkowski, Amirian, Palczewski).
W 2013 roku zespół reaktywował się po 10 latach przerwy z nowym wokalistą Karolem Wróblewskim. Pierwszy koncert zespołu odbył się 26 października 2013 roku, w Warszawie.
29 czerwca 2014 zespół zagrał koncert na VIII-mym „Festiwalu Rocka Progresywnego im. Tomasza Beksińskiego”.
27 czerwca 2015 zespół wystąpił na „Metal Hammer Festival 2015 – Prog Edition”. Dzień później ogłoszono, iż był to ostatni występ z Mirosławem Gilem, który zdecydował się odejść z zespołu. Jednocześnie zespół kontynuował pracę nad nowym albumem studyjnym, już z Michałem Kirmuciem w roli gitarzysty. Na koncercie 11 września 2016 w Warszawie, zespół zaprezentował po raz pierwszy nowe utwory - "A moment a feeling" i "Man in the middle".
28 stycznia 2017 zespół ogłosił, że Karol Wróblewski postanowił opuścić jego skład. Ostatni koncert z Wróblewskim odbył się 24 marca 2017.
23 kwietnia 2017 zespół ogłosił, że nowym wokalistą został Bartosz Kossowicz, wcześniej śpiewający w Quidam.
W 2017 roku utwór zespołu pt. Living in the Moonlight znalazł się w zestawieniu 10. Polski Top Wszech Czasów w Trójce, zajmując 22 pozycję.
W styczniu 2018 zespół Collage ogłosił, iż przystąpił do nagrywania pierwszej od 23 lat płyty studyjnej.
W styczniu 2022 zespół przestawił utwór "One Empty Hand" z nowej płyty zatytułowanej "Over and Out". W maju 2022 zespół wystąpił w programie trzecim Polskiego Radia. Premiera płyty miała miejsce 2 grudnia 2022. W utworze „A Man in the Middle” zagrał gościnnie Steve Rothery, gitarzysta grupy Marillion.
W lipcu 2023 zespół wznowił dwie płyty „Moonshine” oraz „Baśnie”, które w wersji winylowej zajęły pierwsze i drugie miejsce na listach sprzedaży OLiS w ostatnim tygodniu lipca 2023, z kolei w wersji CD zajęły odpowiednio miejsca czwarte i piąte.

## Muzycy
Obecni:
- Wojciech Szadkowski – perkusja
- Krzysztof Palczewski – instrumenty klawiszowe (od 1990)
- Piotr „Mintay” Witkowski – gitara basowa (od 1992)
- Michał Kirmuć – gitara (od 2015)
- Bartosz Kossowicz – śpiew (od 2017)

Byli:
- Karol Wróblewski – śpiew (2013–2017)
- Mirosław Gil – gitara (1984–2015)
- Robert Amirian – śpiew (1992–2003)
- Zbyszek Bieniak – śpiew (1990–1991)
- Tomasz Różycki – śpiew (1987–1990)
- Jarek Wajk – śpiew (1984–1985; 1992)
- Jacek Korzeniowski – instrumenty klawiszowe (1987–1990)
- Przemysław Zawadzki – gitara basowa (1984–1992)
- Jurek Barczuk – gitara (1984–1985)
- Ania Milewska – instrumenty klawiszowe (1984–1988)
- Paweł Zajączkowski – instrumenty klawiszowe (1984–1986)

Oś czasu:

## Dyskografia

### Albumy studyjne
- Baśnie (1990)
- Nine Songs of John Lennon (1993)
- Moonshine (1994)
- Safe (1996)
- Over and Out (2022)

### Albumy kompilacyjne
- Zmiany (1994; kompilacja utworów archiwalnych wydana tylko jako MC)
- Changes (1995; poszerzona wersja Zmian wydana na CD)

### DVD
- Living in the Moonlight (2004, DVD zawierające koncerty ze Szczecina, 1996 oraz z Holandii 1995 oraz teledyski)

W 2003 ukazały się zremasterowane wersje płyt zespołu (Baśnie, Moonshine, Changes, Safe) z utworami dodatkowymi. W 2023 nakładem Mystic Production wznowiono Baśnie oraz Moonshine, bez utworów dodatkowych.